# Lidija Tanuszewska
Lidija Tanuszewska (ur. 1969 w Skopju) – tłumaczka polskiej literatury na język macedoński, pracownica naukowa Uniwersytetu Świętych Cyryla i Metodego w Skopju.

## Życiorys
W latach 1994–1998 pracowała jako lektorka języka macedońskiego w Instytucie Filologii Słowiańskiej Uniwersytetu Śląskiego. Prof. dr hab Lidija Tanuszewska prowadzi zajęcia z literatury polskiej, problematyki przekładu literatury polskiej na macedoński w Katedrze Slawistyki na Wydziale Filologicznym Uniwersytetu Świętych Cyryla i Metodego w Skopju. Od 2001 tłumaczy polską literaturę na język macedoński.
Zasiada w radzie programowej serii „Przekładów Literatur Słowiańskich” Wydawnictwa Uniwersytetu Śląskiego.
W 2013 brała udział w wydarzeniu o nazwie Podróże Tłumaczy Ryszarda Kapuścińskiego na III Światowym Kongresie Tłumaczy Literatury Polskiej, które odbywało się 19-23 czerwca 2013 w Krakowie.
W 2024 odznaczona Krzyżem Kawalerskim Orderu Zasługi Rzeczypospolitej Polskiej.

## Podręczniki
- Prilog kon konfrontativna gramatika na makedonskiot i polskiot ǰazik: (funkcionalna diferenciéǰaciǰa spored gramatičkite kategorii). Skopje 2017.

## Artykuły naukowe
- Zaprojektowana tożsamość „Nowomacedończyków”. W: Tożsamość Słowian zachodnich i południowych w świetle XX-wiecznych dyskusji i polemik. T. 1., Katowice 2017, s. 359-364.
- Odbiór reportażu literackiego w przekładzie na język macedoński. W:  „Prace Naukowe Uniwersytetu Śląskiego w Katowicach”. Nr 3902 (2019), s. 17-25. „Literatura polska w świecie”. T. 7. Reportaż w świecie - światowość reportażu, s. 17-25.
- Jak twórczość mistrza polskiego reportażu stała się „peryferyjną”? O recepcji „Jeszcze dzień życia” R. Kapuścińskiego w kulturze macedońskiej. W: „Przekłady Literatur Słowiańskich” 9 (3). Katowice 2019, s. 122-133

## Tłumaczenia
- Stefan Grabiński, Мистични приказни (Niesamowite opowieści), Skopje 2013[5]
- Gustaw Herling Grudziński, Бела ноќ на љубовта: театарски роман (Biała noc miłości: powieść teatralna), Skopje 2006[5]
- Ryszard Kapuściński, Империјат Imperium, Skopje 2014[6]
- Krzysztof Piesiewicz, Krzysztof Kieślowski, Декалог (Dekalog), Skopje 2002[5]
- Cyprian Kamil Norwid, Цивилизација (Dzieła wybrane), Skopje 2013[5]
- Bruno Schulz
  - Продавници со боја на цимет (Sklepy cynamonowe), Skopje 2004
  - Продавниците со боја на цимет. Санаториумот во знакот на клепсидрата (Sklepy cynamonowe. Sanatorium pod klepsydrą), Skopje 2011[5]
- Henryk Sienkiewicz, Без догма (Bez dogmatu), Skopje 2011[5]
- Olga Tokarczuk
  - Талкачи (Bieguni), Skopje 2013[7]
  - Правек и другите времиња (Prawiek i inne czasy), Skopje 2007[5]
  - E.E. (E. E.), Skopje 2014[5]

## Wypowiedzi tłumaczki
- Lidija Tanuševska – Macedonia w serwisie YouTube

## Nagrody
- W 2015 roku została laureatką przyznanej po raz pierwszy Nagrody Translatorskiej dla Tłumaczy Ryszarda Kapuścińskiego w kategorii przekład na nowy język za tłumaczenie Imperium na macedoński[8][9].  Macedoński był 39 językiem, na który została przetłumaczona twórczość Kapuścińskiego. Laureatka otrzymała nagrodę finansową w wysokości 1000 euro[10].